# 臓器売買
- 臓器売買が合法な国
- 臓器売買が違法な国
- かつて合法だった国

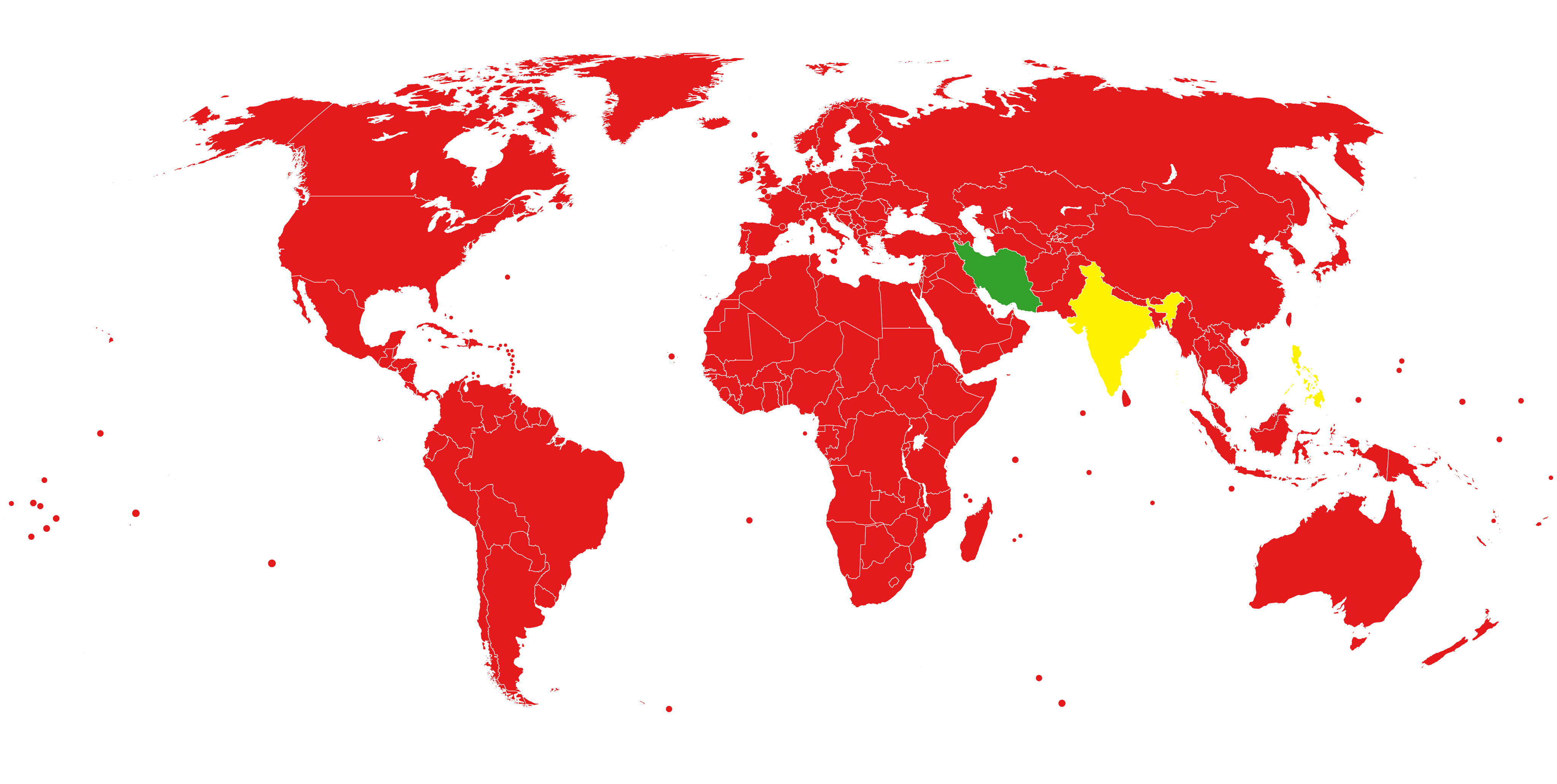

臓器売買（ぞうきばいばい, 英: organ trade）は、臓器移植のため、金銭授受を伴って、人間の臓器をあっせん・提供する行為。世界中で秘密裏に、あるいは公然と行われており、多くの事例が報道されている。しかしその実態はかならずしも明らかにされていない。臓器ブローカーの存在、世界的な闇取引ルートの存在が指摘されている。
なお、金銭授受の有無は明らかでないが、本人や遺族の了解なしに遺体から不正に臓器を採取する事例もあり、この項目であわせて解説する。

## 概要
臓器を取り出してから保存しておける時間は短く、摘出後移植して血流が再開するまでの許容時間は心臓4時間、肺8時間、肝臓12時間、腎臓24時間、角膜48時間ほどしか無いためフィクションのように臓器や死体を冷凍保存しておくことは出来ない。臓器売買で最も需要が大きいのが腎臓で日本で腎臓移植が必要な透析患者は31万人を超え、移植待ち登録者は1万2千人以上にもなり、腎臓移植を希望する人間は年々増加し続けており腎臓の潜在的な顧客は日本だけでも数万人、世界的には数百万人も存在する。
近年では移植技術や免疫抑制の発達により血液型や免疫型の適合による問題が少なくなってきたこともあり、誰でも提供者になれる環境が整っていることが臓器売買を活発化させている。

## 各国の実情と、法律による規制

### 中国
中華人民共和国においては、法輪功学習者など弾圧された収監者や死刑囚に対し長く行われていたが、2015年に中国は死刑囚からの臓器摘出を撤廃して、ドナー登録制度による自主的な臓器提供に完全移行したと声明を出し、臓器売買に関する罪が中華人民共和国刑法第二百三十四条之一に規定されている。組織的な販売、本人の同意なし若しくは18歳未満の人の臓器摘出、本人若しくは親族の同意なき死後の臓器摘出について規定している。しかし、ニューヨークに本部を置く「中国臓器収奪リサーチセンター」が発表した2018年版最新報告書は、これがまったくの虚偽であることも詳細に伝えている。
また、年間20万人以上の子供たちが、突然行方不明になっており臓器ビジネスへ売られているとされる。これに対し、中国の検察当局が2021年、女性や子どもを誘拐して売った罪で計1135人を起訴し、2022年3月に誘拐・人身売買を最高で死刑にするなど規制を強化して社会秩序が持続的に改善の傾向にある。

### インド
1994年7月、臓器売買を包括的に禁止する法律（ヒト臓器移植法）が成立した。ただし、適用される州は限定されている。また、その実効性について、既に医師、法律家、マスコミの間で疑問が示されている。臓器移植にあたって、一定の親族以外からの提供は禁止されている。

### イラン
イランでは、腎臓の売買は依然合法のままである。イランは現在キャンセル待ちリストを持たないが、それは腎臓移植が認められているからである。腎臓売買はイラン政府の支持によって合法的に管理されており、腎臓病患者の支援のための慈善団体CASKPと特殊な疾病のための慈善財団CFSDが臓器の取引を管理する。これらの非営利の組織は提供者を受取人と対応させ、互換性を確実にするための試験を開始する。提供者に支払われる補償は異なるが、平均的な腎臓提供者に対しては平均1,200ドル支払われる。臓器提供者には雇用機会があたえられることもある。しかし、臓器を受け取る側が費用をまかなえない場合、慈善組織はこれをサポートしている。
批判者は、このようなイランのシステムがいくつかの点で強制的な性格をもつと主張している。提供者の7割以上がイランの標準よりも貧しいと思われていて、臓器売買の提供者に関しては短期的ないし長期にわたる健康にかかわるフォローアップに欠けている。肉体的・精神的な健康状態について、イランの臓器提供者がきわめて否定的な結果を経験するという事実があった。

### 日本
明治時代の1905年から1907年にかけて発生した肝取り勝太郎事件において、被害者はいずれも内臓を引き抜かれていた。犯人の馬場勝太郎は、逮捕後に肝臓を売るためと供述したが、供述内容に一貫性はなかったという。
第二次世界大戦後、闇金融などで返済不能となった多重債務者が借金返済のために、自らの臓器を摘出して売却することがあった。中には杉山治夫のように、金融業を経営しながら「全国腎臓器移植協力会」という団体で臓器売買に関与する者もいた。1999年10月には、商工ローンの日栄（現・日本保証）の社員が債務者や連帯保証人に「腎臓や目ん玉売って金作れ!」など電話などで脅迫まがいの取り立てを行っていたことが、録音されていた音声からも明らかになり、国会で当時の社長が証人喚問され、日栄は行政処分を受ける事態に陥った。
1997年10月に施行された臓器移植法は、供与臓器の提供やあっせんの対価として、財産上の利益供与を禁じている。臓器提供のあっせん業は厚生労働大臣の許可が必要で、営利を目的とすることは禁じられている。

## 実例
- 宇和島臓器売買事件
- 生体腎移植臓器売買仲介事件
- イランの腎臓売買（英語版）
- 中国における臓器移植（英語版）
- グルガオン腎臓移植事件（英語版） ‐ 2008年1月に摘発されたインドでの事件。

## 臓器売買に関連する作品
- コーマ (映画) - 医師が金儲けのためにひそかに患者を殺し臓器を売買している可能性に対する警告が盛り込まれた作品。